# Cândido Lima
Pour les articles homonymes, voir Lima (homonymie).
Cândido Lima est un compositeur portugais né en 1939 à Viana do Castelo. Il est un pionnier de l'informatique musicale au Portugal. 

## Biographie
Il étudie la composition au conservatoire de Lisbonne et Porto, puis obtient un doctorat en esthétique sous la direction de Iannis Xenakis. Cândido Lima apprend l'informatique musicale à l'université de Vincennes ainsi qu'au CEMAMu et à l'Ircam. Il dirige le Grupo Música Nova qu'il a fondé en 1975.

## Œuvres
- Autómatos Da Areia (1974 - 1984)
- Oceanos (1978 - 1979)
- Lendas De Neptuno (1987)
- Ñcáãncôa (1995), pour clarinette et électronique.